# (31645) 1999 GJ42
1999 GJ42 (asteroide 31645) é um asteroide da cintura principal. Possui uma excentricidade de 0.18742170 e uma inclinação de 8.99738º.
Este asteroide foi descoberto no dia 12 de abril de 1999 por LINEAR em Socorro.